# Червона книга республіки Таджикистан
Червона книга Республіки Таджикистан є офіційним державним документом, який містить інформацію про рідкісні види флори і фауни Республіки Таджикистан, які потребують охорони.

## Історія
1 березня 1979 року була заснована перша Червона книга Таджикистану. Перше видання було видано російською мовою в 1988 році та таджицькою мовою в 1997 році під керівництвом і безпосередньою участю вчених Академії наук Республіки Таджикистан. В перше видання увійшло 162 види тварин і 226 видів рослин, які були рідкісними й перебували під загрозою зникнення. Ця книга стала основою для впровадження заходів щодо охорони рідкісних і зникаючих видів рослин і тварин. Нове видання було затверджено 2 серпня 2010 року. До підготовки другого видання Червоної книги Республіки Таджикистан було залучено 42 вчених і фахівців в області ботаніки та зоології. Друге видання Червоної книги Республіки Таджикистан включає 267 видів рослин і 222 види тварин, які знаходяться під загрозою зникнення. 
Основним завданням Червоної книги Республіки Таджикистан є оцінка природоохоронного статусу видів і підвидів флори та фауни, чисельність яких обмежена або досягла межі зникнення, і знаходяться під загрозою зникнення, на основі критеріїв і категорій, встановлених Міжнародним союзом охорони природи (МСОП).

## Природоохоронні категорії
У другому виданні Червоної книги Республіки Таджикистан види флори та фауни оцінюються за такими категоріями, виходячи з вимог Міжнародного союзу охорони природи:
- EX (Extinct) — вимерлі види.
- EW (Extinct in the wild) — види, які вимерли в дикій природі.
- CR (Critically Endangered) — види, які перебувають під загрозою повного зникнення.
- EN (Зникаючий) — види, яким загрожує зникнення.
- VU (Vulnerable) — вразливі види.

## Примітка
1. ↑  Китоби сурхи Ҷумҳурии Тоҷикистон, 2015, с. 4.
2. ↑  Нашри дуюми “Китоби сурх”-и Ҷумҳурии Тоҷикистон (тадж.). khovar.tj. Архів оригіналу за 4 березня 2016. Процитовано 4 травня 2019.
3. ↑  Китоби сурхи Ҷумҳурии Тоҷикистон, 2015, с. 11.